# Agrotis umbra
Agrotis umbra là một loài bướm đêm trong họ Noctuidae.